# برودتسه
برودتسه (به چکی: Brodce) یک منطقهٔ مسکونی در جمهوری چک است که در ناحیه ملادا بولسلاو واقع شده‌است. برودتسه ۱۰٫۹۸ کیلومتر مربع مساحت و ۱٬۰۱۶ نفر جمعیت دارد و ۱۹۷ متر بالاتر از سطح دریا واقع شده‌است.